# Алёкминский, Сергей Гаврилович
Сергей Гаврилович Алёкминский (род. 26 сентября 1961, Балей, Читинская область, РСФСР, СССР) — российский военачальник. Заместитель командующего войсками Восточного военного округа (2014—2016). Командующий Каспийской флотилией (май 2010 — июль 2014). Вице-адмирал (13 декабря 2012).

## Биография
Окончил Тихоокеанское высшее военно-морское училище имени С. О. Макарова (1978—1983), Высшие специальные офицерские классы ВМФ (1990—1991), Военно-морскую академию имени Адмирала Флота Советского Союза Н. Г. Кузнецова (1994—1996), Военную академию Генерального штаба Вооружённых Сил РФ (2003—2005).
Службу проходил командиром минно-торпедной боевой части, помощником командира и командиром малого противолодочного корабля (1983—1991), начальником штаба дивизиона противолодочных кораблей Кольской флотилии разнородных сил Северного флота (1991—1994), заместителем начальника и начальником оперативного отдела штаба Приморской флотилии разнородных сил (1996—2003), начальником организационно-планового отдела Управления боевой подготовки Тихоокеанского флота (2005), начальником штаба (2005—2006) и командиром (2006—2008) Совгаванского военно-морского района, начальником штаба Войск и Сил на Северо-Востоке (2008—2010). Контр-адмирал (23.02.2008).
С 5 мая 2010 по июль 2014 года — командующий Каспийской флотилией.
С 2014 по 2016 год — заместитель командующего войсками Восточного военного округа.
Женат. Воспитывает двоих детей.
Награждён орденами «За военные заслуги» (28.08.2003), «За морские заслуги» (2010), медалями. Имеет почетное звание «Заслуженный военный специалист РФ» (2015).